# Willa dyrektora PZL w Mielcu
Willa dyrektora PZL w Mielcu, Owiewka – budynek w stylu modernistycznym zaprojektowany przez Edgara Norwetha znajdujący się w Mielcu.

## Historia
Budynek jest zlokalizowany u podnóża Góry Cyranowskiej. Budowę willi rozpoczęto jesienią 1937 roku. W pierwszej połowie 1939 roku w willi zamieszkał dyrektor Polskich Zakładów Lotniczych Wytwórni Płatowców nr 2 w Mielcu Stanisław Krzyczkowski. W czasie II wojny światowej budynek był pustostanem. Po II wojnie światowej willa stała się budynkiem użyteczności publicznej, działał w niej m.in. Klub Młodej Inteligencji, Klub Filatelisty i ZMS WSK-Mielec.  W latach 80. w budynku funkcjonował Mielecki Ośrodek Szkoleniowy WSK. W latach 2011–2012 trwał remont budynek. Obecnie (2024) budynek jest siedzibą Agencji Rozwoju Regionalnego „MARR”.
Obiekt jest uznawany za jeden z najdojrzalszych przykładów modernistycznej zabudowy jednorodzinnej na terenie Centralnego Okręgu Przemysłowego.

## Konstrukcja
Budynek jest zbudowany w stylu modernistycznym i nawiązuje do stylistyki stylu okrętowego - kompozycja miała przypominać statek z mostkiem kapitana i wieżyczką. Bryła budynku jest zgeometryzowana w tarasowym układzie. Budynek został posadzony na żelbetowych bryłach, a ściany fundamentowe wykonano z cegły ceramicznej pełnej. Do willi prowadziły obszerne schody zakończone podcieniem wspartym na trzech okrągłych słupach. Budynek był podzielony na część mieszkalną i gospodarczą, a metraż powierzchni mieszkalnej wynosił 257 m².